# Pavare hexagonală de ordin infinit
În geometrie pavarea hexagonală de ordin infinit este o pavare regulată a planului hiperbolic. Este reprezentată de simbolul Schläfli {6,∞}. Toate vârfurile sunt ideale, situate la „infinit” și văzute la limita proiecției pe discul hiperbolic Poincaré.

## Simetrie

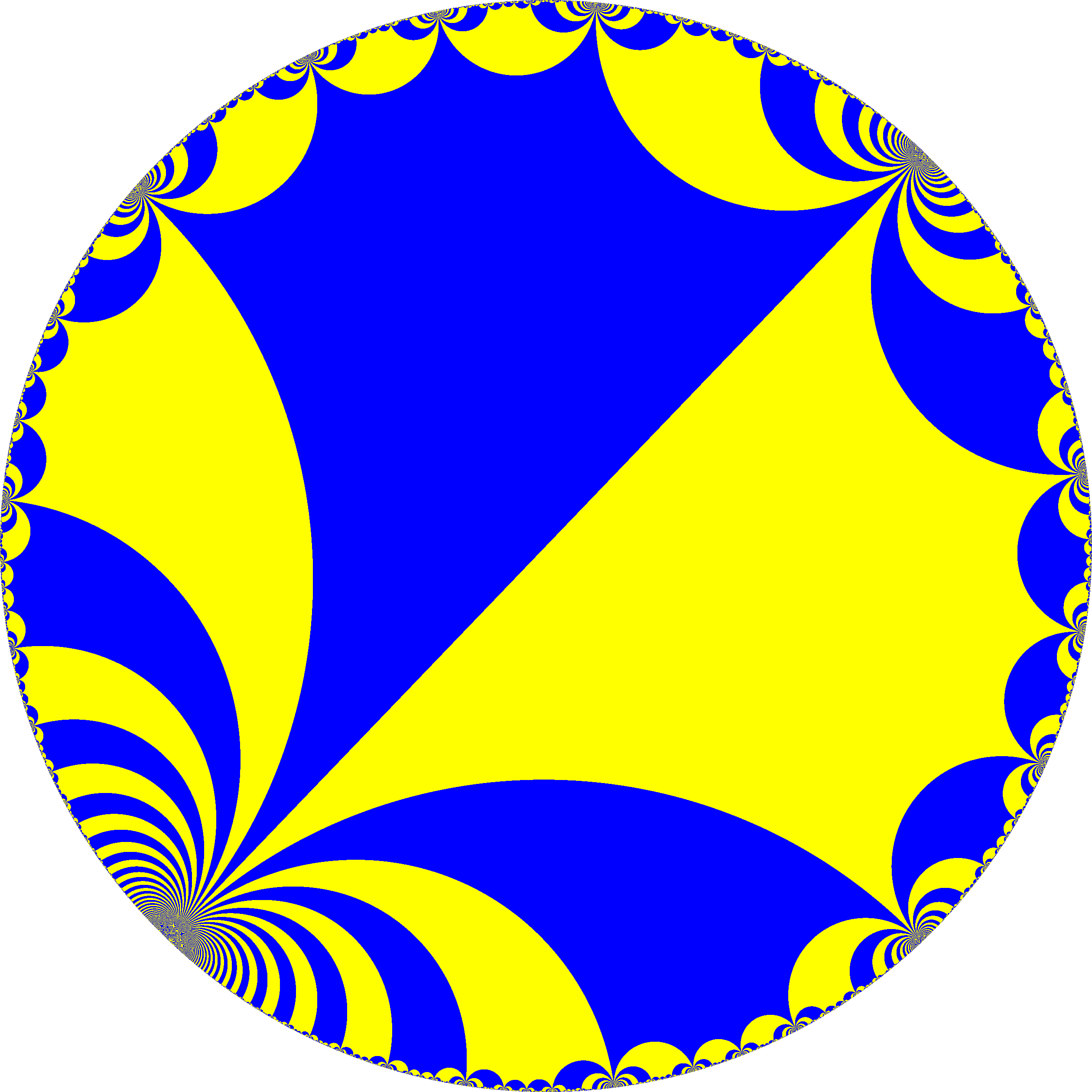

Această pavare este o formă cu simetria pe jumătate, , colorată alternat.

## Poliedre și pavări înrudite

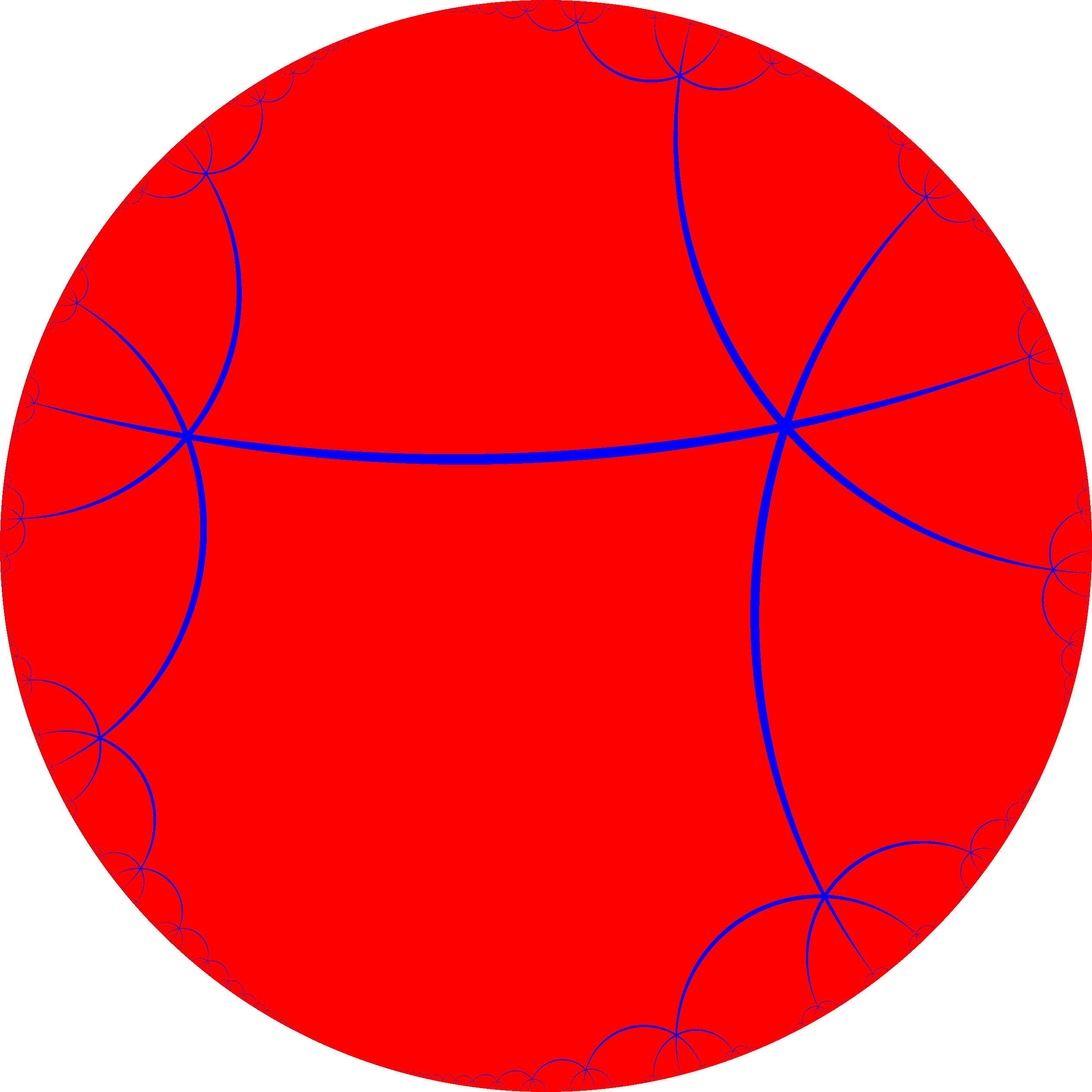
Pavarea duală

Această pavare este înrudită topologic cu șirul poliedrelor regulate cu figura vârfului (6n).
| Variante de pavări regulate cu simetria *n62: {6,n} | Variante de pavări regulate cu simetria *n62: {6,n} | Variante de pavări regulate cu simetria *n62: {6,n} | Variante de pavări regulate cu simetria *n62: {6,n} | Variante de pavări regulate cu simetria *n62: {6,n} | Variante de pavări regulate cu simetria *n62: {6,n} | Variante de pavări regulate cu simetria *n62: {6,n} | Variante de pavări regulate cu simetria *n62: {6,n} | Variante de pavări regulate cu simetria *n62: {6,n} |
| Sferică                                             | Euclidiană                                          | Pavări hiperbolice                                  | Pavări hiperbolice                                  | Pavări hiperbolice                                  | Pavări hiperbolice                                  | Pavări hiperbolice                                  | Pavări hiperbolice                                  | Pavări hiperbolice                                  |
| --------------------------------------------------- | --------------------------------------------------- | --------------------------------------------------- | --------------------------------------------------- | --------------------------------------------------- | --------------------------------------------------- | --------------------------------------------------- | --------------------------------------------------- | --------------------------------------------------- |
| {6,2}                                               | {6,3}                                               | {6,4}                                               | {6,5}                                               | {6,6}                                               | {6,7}                                               | {6,8}                                               | ...                                                 | {6,∞}                                               |